# Estereotomia

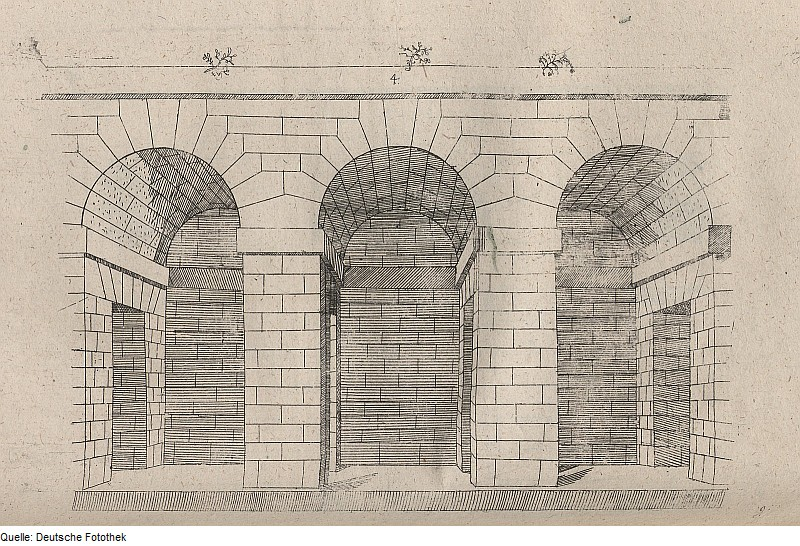
A estereotomia desmonta os elementos arquitectónicos para que sejam construidos numa fábrica.

Estereotomia (do grego stereos, sólido, e tome, corte) é a ciência que estuda o corte, o entalhe e a divisão dos sólidos empregados na indústria e na construção civil (como pedras e madeiras). O termo é aplicado, por extensão, também ao estudo minucioso das formas das pedras.

## História
Técnicas estereotómicas foram utilizadas na antiguidade, em particular no Egito, onde foram encontrados blocos de pedra com treliças impressas visando a definição exata da geometria do elemento de construção e representações pictóricas em papiro relacionadas a técnicas de rastreamento.
Na Grécia, apesar de um ambiente de cultura geométrica avançada,  a utilização de estruturas exclusivamente trilíticas não conduziu a investigações particulares relativas à definição geométrica dos elementos pétreos: a forma foi traçada para a vida nos blocos, tendo em conta, no entanto, modulações refinadas e correções ópticas.
As técnicas de construção romana incluíam estruturas abobadadas complexas, mas quase sempre eram resolvidas com o uso de tijolos e concreto.
Técnicas refinadas de estereotomia foram usadas na Idade Média, tanto durante os períodos românico e gótico, especialmente na França e vestígios dela podem ser encontrados no Álbum de Villard de Honnecourt, mesmo que o conhecimento empírico permanecesse confinado às corporações de mestres cortadores e muitas vezes coberto de sigilo.
O primeiro tratamento teórico da estereotomia ocorreu em alguns tratados de arquitetura, quase todos franceses, que conferiram dignidade científica ao assunto a partir da segunda metade do século XVI. Um dos primeiros foi o tratado Le premier tome d'architecture impresso em 1567, por Philibert de l'Orme, filho de um pedreiro, que propôs um sistema estereotômico baseado em "traços". " , isto é, numa série de secções paralelas e que deixou exemplos de virtuosismo do design, incluindo o famoso trompe no castelo de Anet.
Mais tarde, no século XVII, o próprio termo foi cunhado e a ciência do "coupe des pierres" foi objeto de interesse de muitos escritores de tratados, incluindo Girard Desargues, Abraham Bosse, Mathurin Jousse, Philippe de La Hire e em particular Amédée François Frézier que no início do século XVIII codificou os sistemas de estereotomia como um todo.
Na Itália o único que trata do problema é Guarino Guarini que em seu tratado Arquitetura Civil, publicado postumamente, antecipa o sistema de dupla projeção ortogonal cujo desenvolvimento codificado no método de Monge, juntamente com o estudo das cônicas e a estreita ligação entre essa pesquisa teórica e a aplicação construtiva, levam a dizer que o nascimento da geometria descritiva foi determinado pelo estudo da estereotomia.
Assim, no século XVIII, a estereotomia atingiu o seu pico teórico e prático e tornou-se possível criar estruturas com segmentos de formas cada vez mais complexas para serem montadas com extrema precisão, por exemplo para a construção de pontes. Este auge tecnológico surgiu justamente no momento em que a construção em pedra estava prestes a ser abandonada e substituída por modernas tecnologias de construção.